# Catedral de Nuestra Señora de la Paz (Leticia)
La Catedral de Nuestra Señora de la Paz (también conocida como Catedral de Leticia o Iglesia de Leticia) es la principal edificación religiosa en Leticia. Está localizada en el centro de la ciudad, cerca de la carretera 11 en frente del parque Santander. Es propiedad de la Iglesia Católica en Colombia, pertenece al Vicariato apostólico de Leticia y es hogar del monseñor José de Jesús Quintero Díaz.

## Historia

### Parroquia original
El 25 de noviembre de 1934, un año posterior a la desocupación peruana de Leticia luego de la guerra colombo-peruana, en la Catedral de Bogotá se bendijo la primera piedra para la construcción de una parroquia en Leticia. La parroquia fue edificada con tres naves, una gran fachada con arcos, y un campanario en su parte más elevada. La inauguración fue en julio de 1936.

### Restauración
En octubre de 2000 se desarrolló una restauración ante el deterioro, dándole su aspecto actual. En su restauración, su mirador de máximo de 10 personas fue abierto al público por motivos turísticos.